# گزینه نهایی (فیلم)
گزینه نهایی (انگلیسی: Who Dares Wins) یک فیلم بریتانیایی در سبک اکشن، تریلر سیاسی و مهیج به کارگردانی ایان شارپ است که در سال ۱۹۸۲ منتشر شد.

## بازیگران
- لوئیس کالینز
- جودی دیویس
- ریچارد ویدمارک
- ادوارد وودوارد
- رابرت وبر
- اینگرید پیت
- پل فریمن
- آهارون ایپاله
- تونی اوسوبا